# Herb gminy Komańcza
Herb gminy Komańcza – jeden z symboli gminy Komańcza, ustanowiony 28 lipca 2021.

## Wygląd i symbolika
Herb przedstawia na tarczy w błękitnym polu tarczy złotego (żółtego) gryfa. Herb gminy to historyczny herb Woli Michowej, leżącej na terenie gminy miejscowości, która posiadała w przeszłości prawa miejskie. Wola Michowa otrzymała herb przywilejem z 1731 roku, który zachował się do czasów współczesnych w zasobach Archiwum Państwowego w Przemyślu.